# E. J. Harnden
E. J. Harnden (n. 14 aprilie 1983, Sault Sainte Marie, Ontario, Canada) este un jucător de curl ce a reprezentat Canada, medaliat olimpic. A participat la o ediție a Jocurilor Olimpice (2014) în care a câștigat o medalie de aur.

## Participări
Lista de mai jos prezintă principalele competiții la care a participat E. J. Harnden de-a lungul carierei.
- curling at the 2014 Winter Olympics – men's tournament[*]